# アメリコ・ライベリアン
アメリコ・ライベリアン（Americo-Liberian、アメリカ黒人、教化された人として知られる）とは西アフリカのリベリアにおけるアメリカ合衆国の解放奴隷（アフリカ系アメリカ人）の子孫の黒人の呼名である。
首都モンロビアがあるモンセラード郡を中心に南東のブキャナンや、グリーンビル、ハーパーなどの市におり、主にアメリカ南部から来ている。リベリア全人口のわずか5%しかいない少数派だが、1847年の独立から1980年までリベリアの政治・経済を支配していた。彼らのルーツはアフリカ人であるが、自分たちがアメリカでの奴隷生活を通じて“文明化”されたと感じていたため、大多数を占める現地部族を軽視し差別してきた。一方現地人の方も、奴隷生活の中で白人的価値観を叩き込まれた彼らを「アフリカの文化を知らない黒い白人」とみなして軽蔑した。混血や1944年からの同化対策などで緩和されてきたが、対立は変わらず、1980年に現地部族出身の軍人サミュエル・ドウによるクーデターでアメリコ・ライベリアンの政権は倒され、アメリコ・ライベリアンのリベリア支配は終わった。
アメリカで設立された民間団体、アメリカ植民協会がジェームズ・モンロー大統領の支持を受け、黒人奴隷を解放し、1816年にアフリカのリベリアにあたる地を現地部族から買い取り、移住させた。アメリコ・ライベリアンの最初の入植地は首都のモンロビアに近いプロビデンス島である。1847年にバージニア州のアメリカ系黒人、ジョセフ・ジェンキンス・ロバーツにより、リベリア共和国として独立した。アメリカ黒人によるリベリアへの移住は南北戦争が終結するまで続いた。その間にアメリカ植民協会が支持して送り込んだ黒人入植者は14,000人である。さらに、海上でアメリカ海軍が奴隷船から奪回した5700人の黒人もリベリアに送られた。1816年から1892年に22,000人の解放奴隷がリベリアに移住した。
先住民部族はアメリコ・ライベリアンの事をコンゴ（Congos）と呼んでいた。モンロビア入植へ送致された船上奪還奴隷がコンゴと呼ばれたことに由来しており、部族の土地を奪い入植するアメリコ・ライベリアンの事も蔑称としてそう呼んだ。またアメリコ・ライベリアンも先住部族の事をAboriginesやCountry People、Natives、Tribesmenなどの蔑称で呼び、アメリコ・ライベリアンは自分たちの事をCitizens、Civilized、Settlersなどと呼んでいた。